# Павловская, Анна Валентиновна
А́нна Валенти́новна Павловская (род 12 апреля 1963, Москва) — российский историк, культуролог и регионовед, доктор исторических наук (1999), заслуженный профессор МГУ (2010). Заведующий кафедрой региональных исследований факультета иностранных языков и регионоведения МГУ, заведующая отделением региональных исследований и международных отношений.

## Биография
Родилась в Москве. Отец — Фатющенко Валентин Иванович (1935—2006), доктор филологических наук, профессор МГУ. Мать — Тер-Минасова Светлана Григорьевна (род. 1938), доктор филологических наук, профессор МГУ.
В 1985 году окончила исторический факультет МГУ. В 1991 году под руководством Л. Г. Захаровой защитила кандидатскую диссертацию на тему «Крестьянская реформа 1861 г. в России в освещении английской и американской исторической литературы (1861—1990)». В 1999 г. защитила докторскую диссертацию «Формирование образа России в США. 1850—1880-е годы. Проблемы взаимодействия культур».
Автор работ по проблемам взаимодействия культур, регионоведению, русской культуре, национальным менталитетам, истории еды, традициям питания народов мира. Автор учебника «Русский мир» в 2-х томах (2009) .
Павловская преподает в МГУ с 1985 года, на факультете иностранных языков и регионоведения МГУ с момента его основания (1991 — первый набор студентов). Является инициатором открытия специальности «регионоведение» на факультете (2000 год) и автором стандартов и учебных планов по данному направлению.
В настоящее время Павловская А. В. читает на факультете следующие курсы лекций: Русский мир, Регионоведение России, Социокультурное проектирование (магистратура), Повседневная жизнь средневековой Европы, История еды и традиции питания народов мира, ведет семинары: Россия и Запад: проблемы взаимодействия культур, Актуальные проблемы регионоведения, Традиции питания как фактор региональной идентичности и другие.
Много лет работала в составе УМО (Регионоведение России) над созданием образовательных стандартов и учебных планов по данной специальности. В настоящий момент входит в Федеральное учебно-методическое объединение укрупненной группы специальностей и направлений подготовки 41.00.00. «Политические науки и регионоведение» (секция "Регионоведение России).
Является заместителем председателя диссертационного Совета по теории и истории культуры (24.00.01) МГУ имени М. В. Ломоносова .
Президент и основатель Центра по изучению взаимодействия культур (1992). Инициатор проведения Международной научно-практической конференции «Россия и Запад: диалог культур» (МГУ имени М. В. Ломоносова, с 1992 года), главный редактор и основатель электронного журнала с тем же названием (с 2012, www.regionalstudies.ru). Под руководством Павловской А. В. создан научный портал «Социокультурное регионоведение» (с 2012, www.regionalstudies.ru).
С 2004 года под руководством А. В. Павловской начата работа над циклом учебных пособий, объединённым общим названием «Страны и народы», предназначенным для студентов, обучающихся по гуманитарным специальностям. В учебный комплект входят книга по регионоведению (страноведению), видеоматериалы, учебники по иностранному языку с упражнениями. В настоящий момент подготовлены комплекты «Англия и англичане», «Италия и итальянцы», «Россия и русские».
С 2014 года по инициативе и под руководством А. В. Павловской было начато новое научное направление «История еды и традиции питания народов мира» . Направление это абсолютно новое и уникальное для России, хотя в США и отдельных странах Европы оно разрабатывается со второй половины XX века и к настоящему времени достигло заметных результатов (здесь оно известно как «Food Studies»). Направление довольно скоро сформировалось в отдельную серьёзную школу, объединив научные интересы исследователей самых разных областей: истории, антропологии, социологии, медицины, лингвистики, культурологи и др.
Павловская А. В. — основатель и президент Академии гастрономической науки и культуры (www.gastac.ru), инициатор проведения Международного Симпозиума по истории еды и традициям питания народов мира (МГУ имени М. В. Ломоносова, с 2014 г.).
В настоящий момент[когда?] работает над фундаментальным трудом по Всемирной истории еды (в издательстве Ломоносовъ на сегодняшний день вышло 4 книги) .
Автор цикла исторических романов «Тайна герцогов Бургундских» . Цикл посвящен малоизвестному, но яркому эпизоду средневековой истории — взлету и падению герцогства Бургундского. Действие книги развивается в двух эпохах: середине XV века, времени расцвета и падения герцогства Бургундского, и в начале века XVI, когда к власти в Европе пришли новые силы. Героиня цикла, Маргарита, как и её мать Мария — последняя властительница герцогства Бургундского, проходит через испытание любовью, властью, смертью близких, предательство и войны.
Автор книги об истории своих предков и семьи .
Муж, Павловский Игорь Владимирович, доктор исторических наук, профессор. Сын, Павловский Иван Игоревич, кандидат исторических наук, доцент.

### Основные работы

#### Книги, монографии, учебники
- Человек есть то, что он ест. Пищевые системы мира. М., Ломоносовъ, 2022.
- Мясо в мире победившего земледелия. От ритуальных жертвоприношений к стейкам и ветчине. М., Ломоносовъ, 2021.
- Страсти вокруг мяса, или Пища кочевников. М., Ломоносовъ, 2020
- Искусство еды. Гастрономические традиции античной эпохи. М., Ломоносовъ, 2018
- От пищи богов к пище людей. Еда как основа возникновения человеческой цивилизации. М., Ломоносовъ, 2018
- На кухне первобытного человека. М., Ломоносовъ, 2015
- Великий объединитель. Чай и чаепитие в истории и культуре России и Британии. М., 2018
- Съедобная история моей семьи. М., Слово, 2013
- Русский мир. В 2-х томах. М., Слово, 2009
- Англия и англичане . М., 2004, 2005, 2008, 2014. (Приз Ассоциации книгоиздателей)
- Италия и итальянцы. М., 2006, 2008, 2014
- Россия и русские. Новости, 2010
- Culture Shock! Russia. A Survival Guide to Customs and Etiquette. Marshall Cavendish. Singapore. 2007
- Особенности национального характера. М., 2006
- Как иметь дело с англичанами. М., МГУ, 2006
- Как иметь дело с русскими. М., МГУ, 2001 (Золотая медаль ВВЦ)
- How to Deal with the Russians. М., МГУ, 2003
- Лики итальянского искусства. М., 2020

#### Статьи
Смотри на сайте МГУ в системе ИСТИНА

#### Выступления в СМИ
«Раскопки вокруг кухни». Новая область науки будет изучать историю еды и традиции питания. Интервью А. В. Павловской газете Московская Правда

### Выступления в СМИ (избранное)
Телеканал «Культура». Что делать?
«Еда и кухня как феномен культуры, политики и метафизики»
Радио «Маяк»
Традиции питания народов мира
История и традиции питания народов мира
Телеканал «Спас»
Царская еда
Журнал Огонек
«С русской кухней сегодня происходит катастрофа»
Коммерсант. Наука
«Вначале боги голодали, или Мифология пищи»
Рецензия на книгу Павловская А. В. «Съедобная история моей семьи». М., Слово, 2013. «122 рецепта к родословной» Московская правда, 04.12.2013